# Kelis
Kelis, de son vrai nom Kelis Rogers Caloteira, (21 août 1979 à New York) est une chanteuse américaine de RnB.
En 2021, elle revient avec le single à succès Midnight Snacks,.

## Biographie
Kelis Rogers Caloteira est née d'un père jamaïcain, saxophoniste de jazz, et d'une mère d'origine sino-porto ricaine, dessinatrice de vêtements pour enfants.
Kelis est très jeune attirée par la musique en chantant dans les chorales d'église. À l'âge de 13 ans, elle acquiert une certaine notoriété en devenant mannequin. Elle intègre par la suite l'école des beaux-arts de LaGuardia et devient membre d'un groupe nommé BLU (Black Ladies United). Elle est repérée par Goldfinghaz qui la met en relation avec les membres du Wu-Tang Clan. Kelis chante en duo avec le défunt rappeur Ol' Dirty Bastard alias ODB.
À 18 ans, elle rencontre les producteurs de The Neptunes (Pharrell Williams et Chad Hugo). Ces derniers contactent Virgin Records et lui font signer un contrat. Son premier single Caught out There connaît un important succès. En décembre 1999, paraît Kaleidoscope.
En 2001, le second opus Wanderland sort dans les bacs. La même année, elle participe à l'album hommage à Phil Collins, Urban Renewal. Kelis enchaîne en 2003 avec Tasty produit par la crème des producteurs américains Dallas Austin, André 3000 d'OutKast, Raphael Saadiq et bien sûr The Neptunes.
Le 23 novembre 2009, elle dévoile sur le net un nouveau titre intitulé Acapella, composé et produit par David Guetta, annonciateur d'un prochain album orienté electro. Ce titre est le premier single de l'album Flesh Tone, qui connaîtra très peu de succès malgré les moyens consacrés à la publicité. Cet album s'est vendu à 7 500 exemplaires la première semaine, ce qui est un résultat honorable.
En 2021, elle revient avec le single à succès Midnight Snacks,.

### Vie privée
Kelis a rencontré le rappeur Nas lors d'une soirée des MTV Video Music Awards en 2002. Peu de temps après, ils se sont fiancés et se sont mariés lors d'une cérémonie civile en juillet 2003, suivie d'un mariage en janvier 2005. En avril 2009, elle a demandé le divorce, invoquant des divergences irréconciliables (violences conjugales), elle était alors enceinte de sept mois. En juillet 2009, Kelis a donné naissance à son premier enfant. Le divorce du couple a été finalisé en mai 2010.
Kelis a épousé le photographe Mike Mora en 2014, et a donné naissance à son deuxième fils en novembre 2015. En septembre 2020, elle a donné naissance à son troisième enfant. Mike Mora décéde le 14 mars 2022 d'un cancer.

## Affaires judiciaires
En mars 2007, Kelis a été arrêté et accusé de trouble à l'ordre public par la police à Miami Beach, en Floride. Le rapport d'arrestation indique qu'une opération au cours de laquelle des agents se faisaient passer pour des prostituées dans le quartier des boîtes de nuit de South Beach a été perturbée lorsque Kelis a commencé à leur proférer des injures racistes. Elle a été incarcérée à la prison du comté de Miami-Dade, puis libérée sous caution de 1 500 dollars. En septembre 2008, Kelis a été acquittée des accusations. Un porte-parole de Kelis a également indiqué que la chanteuse porterait plainte contre la police de Miami Beach, dénonçant une arrestation illégale et une violation de ses droits civiques.

## Discographie

### Albums studio
- 1999 : Kaleidoscope
- 2001 : Wanderland
- 2003 : Tasty
- 2006 : Kelis Was Here
- 2010 : Flesh Tone
- 2014 : Food

### Compilation
- 2008 : The Hits

### Albumlive
- 2014 : Live in London

### Singles
- 2000 : Caught Out There
- 2000 : Good Stuff
- 2000 : Get Along With You
- 2001 : Young, Fresh & New
- 2003 : Milkshake
- 2004 : Trick Me
- 2004 : Millionaire (ft. André 3000)
- 2005 : In Public
- 2006 : Bossy (ft. Too $hort)
- 2006 : Blindfold Me (ft. Nas)
- 2007 : Lil' Star (ft. Cee-Lo)
- 2010 : Acapella
- 2010 : 4th of July (Fireworks)
- 2010 : Scream
- 2010 : Brave
- 2014 : Jerk Ribs
- 2014 : Rumble
- 2021 : Midnight Snacks

### Collaborations
- 2000 : Got Your Money (d'ODB)
- 2000 : Honey (de Moby)
- 2001 : Help Me (de Timo Maas)
- 2001 : Supa Love (de Guru)
- 2001 : Candy (de Foxy Brown)
- 2001 : Truth or Dare (ft. Terrar) (de N*E*R*D)
- 2004 : Oceania (de Björk) (exclusif sur le maxi-single Who is it?)
- 2003 : Let's Get Ill (de Diddy)
- 2003 : Dracula's Wedding (d'OutKast)
- 2004 : Not in Love (de Enrique Iglesias)
- 2006 : I Love My Chick (de Busta Rhymes)
- 2009 : Scars (ft. Meleka & Chipmunk) (de Basement Jaxx)
- 2009 : No Security (de Crookers)
- 2010 : Spaceship (avec Benny Benassi)
- 2011 : Bounce (de Calvin Harris)
- 2011 : Brave (Version Simlish) pour Les Sims 3 : Accès VIP
- 2012 : Copy Cat (de Skream)
- 2013 : Hearts (de Dan Black)
- 2020 : Watch your step (de Disclosure)
- 2021 : Deal With It (de Ashnikko)